# Agenzia europea per i medicinali
L'Agenzia europea per i medicinali (in inglese: European Medicines Agency, abbreviata in EMA, fino al 2004 conosciuta come European Agency for the Evaluation of Medicinal Products, o con l'acronimo EMEA) è l'agenzia dell'Unione europea per la valutazione dei medicinali che ha sede ad Amsterdam.
Con la creazione dell'agenzia, ci si è prefissi il duplice scopo di ridurre il costo (circa 350 milioni di dollari l'anno) che le aziende farmaceutiche dovevano sostenere per ottenere le separate approvazioni dei farmaci dalle autorità di ciascuno Stato membro dell'Unione europea e, nello stesso tempo, di ridurre le tendenze protezionistiche degli Stati che potevano ostacolare le approvazioni di farmaci potenziali concorrenti di quelli già presenti sul mercato interno. Nel 2017 i paesi componenti l'Unione europea detenevano insieme circa un terzo della vendita di nuovi farmaci sul mercato mondiale.

## Storia
L'EMA è nata al termine di oltre sette anni di negoziati tra i governi europei, sostituendo due organismi preesistenti, il CHMP (Committee for Medicinal Products for Human Use), formalmente conosciuto come CPMP (Committee for Proprietary Medicinal Products), e il CVMP (Committee for Veterinary Medicinal Products), entrambi istituiti nel 1977. La sede dell'agenzia era stata stabilita a Londra. A seguito della Brexit, il 20 novembre 2017 si è reso necessario fare la scelta di una nuova sede. La votazione segreta del Consiglio dell'Unione europea si è conclusa col sorteggio di Amsterdam, in seguito a un testa a testa con Milano. Il trasferimento da Londra nei Paesi Bassi è avvenuto a marzo 2019, in una sede provvisoria presso la stazione di Amsterdam Sloterdijk, in attesa che l'edificio definitivo sia pronto (vicino alla stazione Amsterdam RAI). Il governo italiano e il comune di Milano hanno presentato ricorso, ma in data 15 marzo 2018 l'Unione europea ha confermato Amsterdam come sede dell'EMA, a condizione che l'intero processo di trasferimento (e quindi strutture definitive pronte) sia completato entro il mese di novembre del 2019.
La fondazione dell'EMA, avvenuta nel 1995 con i contributi finanziari dell'Unione europea e dell'industria farmaceutica e a sussidi economici indiretti degli Stati membri, è stata voluta per armonizzare (ma non sostituire) il lavoro degli organismi regolatori nazionali in tema di farmaci; ciò in analogia a quanto già faceva la Food and Drug Administration statunitense (FDA), anche se quest'ultima con funzioni molto più centralizzate.
Il Regolamento 2309/93/CE ne aveva stabilito l'originaria denominazione di Agenzia europea per la valutazione dei prodotti medicinali, mentre dal 2004 (Regolamento 726/2004/CE) ha assunto l'attuale denominazione di Agenzia europea per i medicinali, mantenendo l'acronimo di EMA.
Il primo direttore esecutivo fu il francese Fernand Sauer (1994-2000). Il primo dicembre 2000 inizia il mandato dello svedese Thomas Lönngren, che ricoprirà l'incarico per dieci anni. Il 16 novembre 2011 l'incarico fu attribuito all'italiano Guido Rasi. Il 16 novembre 2020 diventa direttrice esecutiva l'irlandese Emer Cooke.

## Attività
L'EMA agisce e opera come un'agenzia scientifica de-centralizzata a livello europeo, al contrario delle autorità regolatrici dei singoli Stati membri che sono invece strutture centralizzate, di livello nazionale. Come dichiarato dall'agenzia stessa nel suo documento ufficiale EMA/338312/2016 Rev. 3, dell'8 novembre 2019:
L'agenzia garantisce la protezione e la promozione della salute dell'uomo e degli animali, attraverso l'attività di coordinamento, valutazione, della sola documentazione inviata dalle case farmaceutiche (senza nessun controllo di laboratorio) e monitoraggio, a livello centrale, dei prodotti autorizzati dai singoli Stati, mettendo a punto linee guida tecniche e fornendo supporto scientifico ai suoi sponsor. L’EMA ha anche un ruolo nel sostegno alla ricerca e all’innovazione nel settore farmaceutico, per le micro, piccole e medie imprese
Oggetto dell'operato dell'EMA sono i prodotti medicinali per uso umano e veterinario, inclusi i vaccini, i farmaci biotecnologici e i medicinali a base di erbe.

## Struttura
L'agenzia è costituita da un Segretariato, da sette Comitati Scientifici (uno ciascuno per i prodotti a uso umano, veterinario, a base di erbe e per la denominazione dei farmaci orfani) e da gruppi di lavoro scientifici (working parties).
Vi sono quattro differenti unità:
- Medicina umana;
- Medicina veterinaria e ispezioni;
- Comunicazione e networking;
- Amministrazione.

Il Segretariato fornisce all'EMA il supporto amministrativo, occupandosi, tra l'altro, di selezionare il direttore esecutivo e di approvare i bilanci predisponendone i piani. Fanno parte del Segretariato due figure espresse da ciascuno Stato, due membri della Commissione europea, e due membri del Parlamento europeo.

## Le procedure di valutazione
Per i farmaci che necessitano di approvazione centralizzata, l'azienda farmaceutica presenta una domanda di autorizzazione al commercio all'EMA. Il CHMP (se farmaci per uso umano) o il CVMP (se farmaci per uso veterinario) procedono con una valutazione unica, dando un giudizio su:
- qualità;
- sicurezza;
- efficacia del medicinale.

Se tali requisiti sono tutti sufficientemente soddisfatti, il Comitato di riferimento adotta un parere positivo. Attualmente viene molto utilizzato il concetto di non inferiorità.
È necessario evidenziare che non è richiesta alcuna dimostrazione di un “valore aggiunto” per un nuovo farmaco.
Il parere viene quindi inviato alla Commissione europea che provvederà a fornire l'autorizzazione all'immissione in commercio che sarà valida in tutti i Paesi dell'Unione. La maggior parte dei medicinali esistenti nei Paesi dell'Unione è autorizzata a livello nazionale, ma la maggior parte dei nuovi medicinali vengono ormai autorizzati passando attraverso le procedure dell'EMA.
Il CHMP e il CVMP sono obbligati a fornire i loro pareri in un termine massimo di 210 giorni, con la possibilità di interrompere i termini di scadenza per la risposta qualora insorga la necessità di richiedere chiarimenti o nuovi dati scientifici all'azienda che presenta la domanda di autorizzazione.

## Budget
Per il 2021, il budget totale dell'Agenzia europea per i medicinali (EMA) ammonta a 385,9 milioni di euro. Circa l'86% del bilancio dell'Agenzia deriva da diritti e oneri a carico delle case farmaceutiche, e il 14% dal contributo dell'Unione europea (UE) per questioni di salute pubblica e meno dell'1% da altre fonti.

## Controversie
Nel 2007 alcuni ricercatori appartenenti alla Cochrane Collaboration fecero richiesta all'EMA di poter accedere ai dati riguardanti gli studi clinici di validazione di due farmaci antiobesità, allo scopo di lavorare a una loro revisione sistematica. L'EMA si rifiutò di divulgare i dati in suo possesso, adducendo motivi legati alla protezione degli interessi commerciali delle aziende proprietarie dei brevetti. I ricercatori si rivolsero quindi al difensore civico europeo (ombudsman), contestando questa impostazione e ritenendola ingiustificata e infondata. In seguito, l'EMA aggiunse la motivazione di una possibile divulgazione di dati sensibili dei pazienti.
L'ombudsman comunitario, nel suo giudizio preliminare, diede torto all'EMA, giudicando pretestuose le motivazioni addotte e ingiungendo all'agenzia europea di trasmettere i dati in suo possesso o di fornire una spiegazione del rifiuto meglio motivata. La linea dell'EMA, però, non cambiò, e nel 2010, l'ombudsman, visionati approfonditamente i documenti, la obbligò alla divulgazione dei dati, non avendo trovato fondamento alla posizione dell'agenzia europea. Nel frattempo, uno dei farmaci era stato ritirato dal mercato per problemi legati alla manifestazione di preoccupanti effetti collaterali.
Nel giugno 2024 il sito Investigate Europe ha pubblicato un report da cui emerge che i membri dei comitati tecnico scientifici dell'agenzia non sono dipendenti dell'EMA, ma dei rispettivi organismi nazionali, non essendo quindi assoggettati alle normative europee sul conflitto di interessi, tese a prevenire il fenomeno frequente della porta girevole fra controllori e case farmaceutiche controllate.
Non essendo i prezzi dei farmaci negoziati centralmente a livello europeo (come fu per i vaccini anti-COVID), le aziende farmaceutiche fanno arbitraggio tra un Paese e l'altro anche in assenza di sorveglianza dell'ente regolatore. Da un campione di 32 farmaci salvavita rilevati nel 2024, è emerso che il 25% di questi non erano mutuabili gratuitamente in 6 Stati membri dell'Unione.